# História do Lesoto

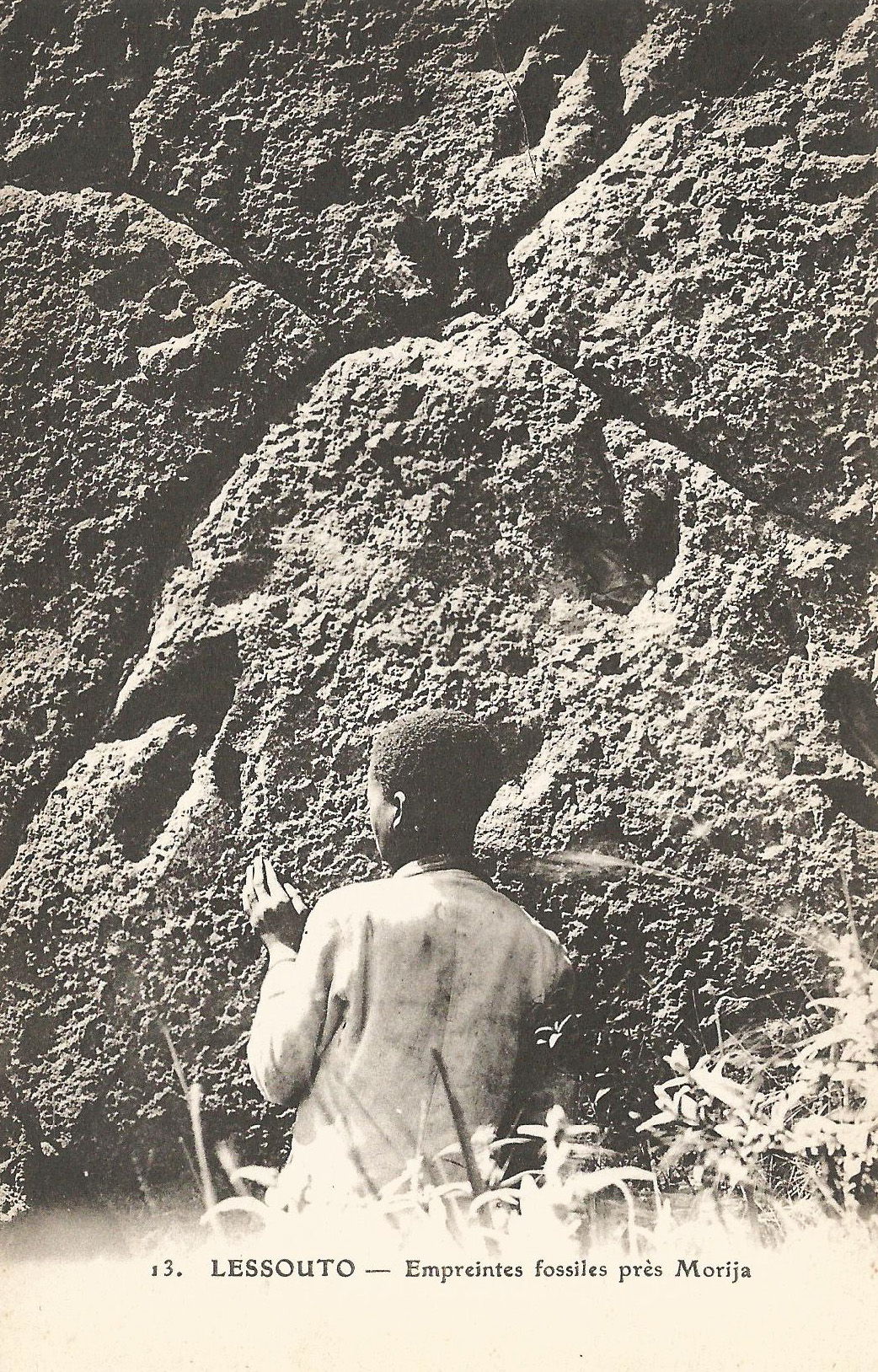
Um homem do Lesoto mostra pegadas icnofósseis cravadas em uma rocha perto de Morija, no oeste do país, em registro do século XIX

A História do Lesoto remonta a 4000 anos. O atual Lesoto surgiu como um estado unificado sob o rei Moshoeshoe I em 1822. Após um período sob domínio colonial, a plena independência do Lesoto foi alcançada em 1966.

## História antiga
As montanhas do sul e leste do Lesoto (incluindo Maloti) foram ocupadas pelo povos sãs e seus ancestrais por milhares de anos, como evidenciado pela arte rupestre. Os sãs viviam como caçadores-coletores seminômades.
Em algum momento, durante sua migração para o sul de uma área de dispersão terciária, os povos de língua banta vieram para colonizar as terras que agora constituem o Lesoto, bem como um território mais extenso de terras férteis que cercam o Lesoto moderno. O povo amazizi é considerado um dos primeiros a colonizar o Lesoto após a expansão banta. Os zizis ganharam reputação como trabalhadores qualificados do ferro. Tanto os zizis quanto as tribos vizinhas alegaram que se originaram dos colonos bantos que mais tarde se dividiram nos ramos angunes e sotos.

## História medieval
As terras altas do Lesoto atraíram migrações de caçadores-coletores locais entre 550 e 1300 durante o Período Quente Medieval, enquanto a área de Dracoberga foi completamente abandonada. Alguns dos habitantes das terras altas da época também criavam gado para alimentação.

## História moderna

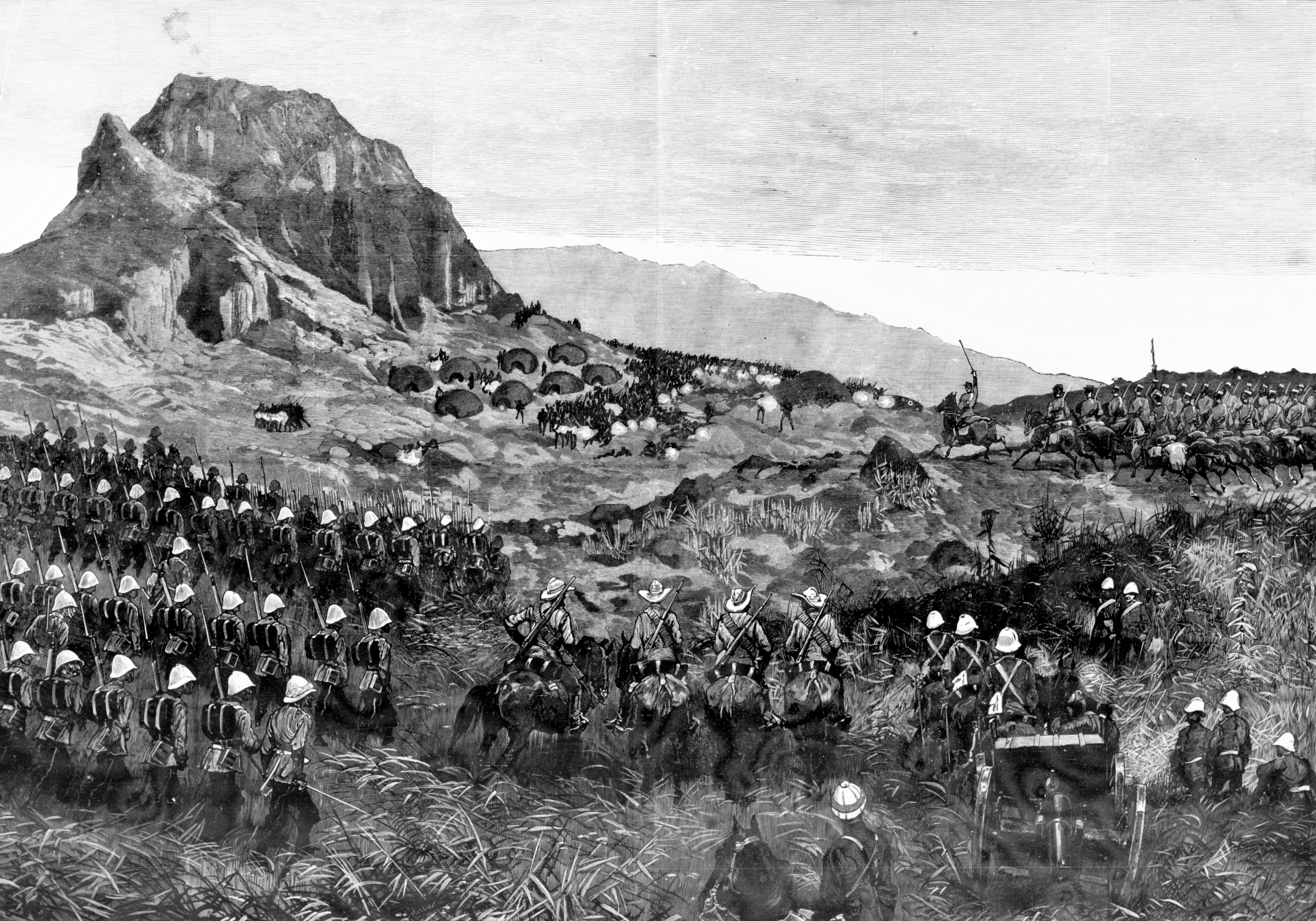
Ataque de tropas britânicas à fortaleza de Letsie I, durante a Guerra das Armas de Basuto, em 1880

Perturbações severas ocorreram para o povo soto no início do século XIX. Durante a convulsão social do mfecane, os povos angunes (particularmente os zulus) saqueadores, deslocados da Zululândia, causaram estragos para os povos sotos. Estes, ao encontraram os zulus, se moverem primeiro para o oeste, em direção ao Highveld, e depois para o norte, em direção ao Transvaal. Em 1822, Moshoeshoe I consolidou uma união entre vários grupos e clãs sotos e se tornou seu rei. A unificação também significou um esforço dos sotos em retornar às suas tradicionais terras montanhosas, mais ao sul, após o mfecane. A sede de poder foi estabelecida por Moshoeshoe I em Thaba Bosiu, que se tornou a primeira capital fixa da Basutolândia.
Assim que os zulus passaram para o norte, os primeiros Voortrekkers chegaram, nas décadas de 1830 e 1840, alguns dos quais obtiveram hospitalidade com os sotos durante sua jornada para o norte. Porém, os Voortrekkers consideraram as tradicionais terras montanhosas dos sotos como pouco povoadas (os sotos estavam ainda dispersos justamente em função do mfecane), ao que começaram a o ocupar. Assim, durante o reinado de Moshoeshoe, os primeiros atritos com os bôeres começaram, tendo em vista que estes se estabeleceram em terras tradicionais dos sotos.
Entre 1858 e 1868, os habitantes da Basutolândia travam as Guerras do Estado Livre-Bassoto, contra os bôeres, sofrendo um desgastante cerco militar e uma enorme derrota. As guerras resultaram na aquisição de grandes extensões de terra dos sotos pelos colonos bôeres. O outro resultado imediato da derrota foi que em 1869 o Lesoto passa a ser o protetorado britânico da Basutolândia, e se converte em colônia diretamente ligada ao governo do Cabo em 1871.
Numa tentativa de reforçar o controle sobre o território, os britânicos do Cabo impõem medidas duras contra os sotos, que reagem no que ficou conhecido como a Guerra das Armas de Bassoto, entre 1880 e 1881, em que impõem derrota aos colonizadores, conseguindo negociar um melhor estatuto para a Basutolândia como colônia sob autoridade direta de Londres em 1884. A Guerra das Armas de Basuto representou um raro exemplo de vitória militar de uma nação africana contra uma potência colonial no século XIX. A possibilidade de negociar o estatuto como Território da Coroa garantiu, em última instância, que Basutolândia não fosse incorporada à União Sul-Africana em 1910.

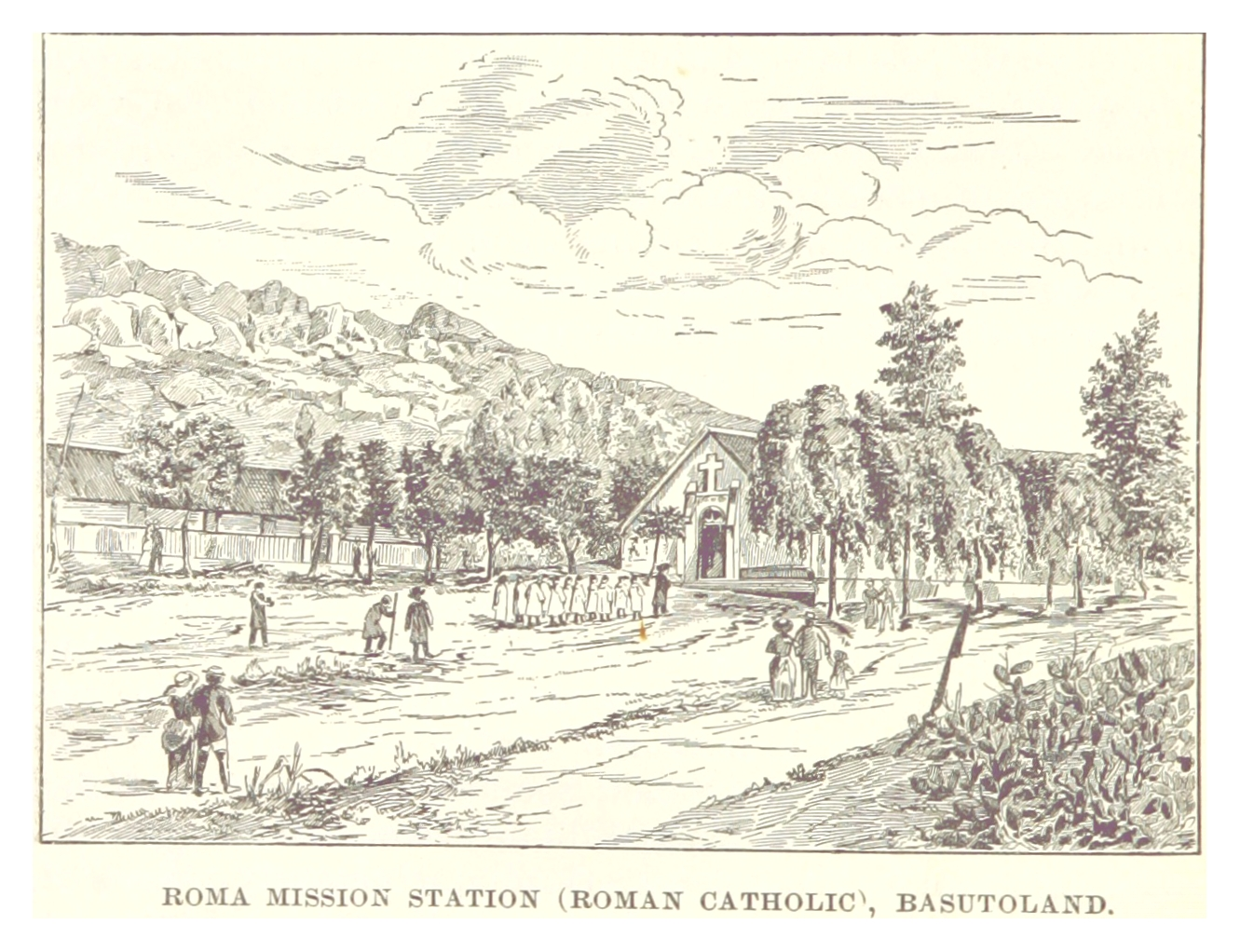
Missão católica de Roma, no centro-oeste do Lesoto, no século XIX

Durante a Primeira Guerra Mundial, mais de 4.500 cidadãos da Basutolândia alistaram-se no exército britânico, a maioria dos quais serviu no Corpo de Trabalho Nativo da África do Sul, que lutou na Frente Ocidental. Em 1916, a Basutolândia arrecadou mais de 40 mil libras esterlinas para o esforço de guerra. Após a entrada britânica na Segunda Guerra Mundial, novamente foi tomada a decisão de recrutar na Suazilândia, Basutolândia e Bechuanalândia. Cidadãos negros destes territórios seriam recrutados para a unidade de trabalho do Corpo de Pioneiros Auxiliares Africanos (AAPC), devido à oposição dos africâneres às unidades negras armadas. A mobilização para o AAPC foi lançada no final de julho de 1941 e em outubro 18.000 soldados chegaram ao Oriente Médio. O AAPC realizou uma ampla gama de trabalhos manuais, fornecendo suporte logístico ao esforço de guerra dos Aliados durante as campanhas do Norte da África, Dodecaneso e Itália. Durante a Campanha da Itália, a AAPC assumiu a artilharia diante do cansaço das unidades de artilharia britânicas. O esforço de guerra da Basutolândia também envolveu as mulheres, que contribuíram para o esforço de guerra em unidades industriais em Maseru para fabricação de uniformes militares.
Como resultado imediato, na década de 1940 surgiu o partido anticolonial Liga dos Plebeus da Basutolândia (Lekhorlu la Bufo). Este foi banido e seus líderes foram presos por exigir que o treinamento dos recrutas fosse melhorado, bem como encorajar a deserção das tropas da Basutolândia. Além disso, a participação nas guerras formou uma relativa consciência de classe e um pensamento anticolonial dentre as forças militares da Basutolândia, que acabam por difundir tais ideais dentre a população, ponto vital na formação das organizaçãoes políticas e no processo de independência nacional.
A partir de 1948, o Partido Nacional Sul-Africano implementou as políticas de apartheid, encerrando indiretamente qualquer apoio dos sotos e/ou autoridades coloniais do Reino Unido à incorporação do país na África do Sul.
Após um pedido de 1955 do Conselho da Basutolândia para legislar seus assuntos internos, em 1959 uma nova constituição deu a Basutolândia sua primeira legislatura eleita. Em abril de 1965, foram realizadas eleições legislativas gerais com sufrágio universal adulto nas quais o Partido Nacional Bassoto (BNP) ganhou 31 cadeiras e o Partido do Congresso da Basutolândia (BCP) ganhou 25 cadeiras, num universo de 65 cadeiras disputadas.

## Independência e pós-independência do Lesoto

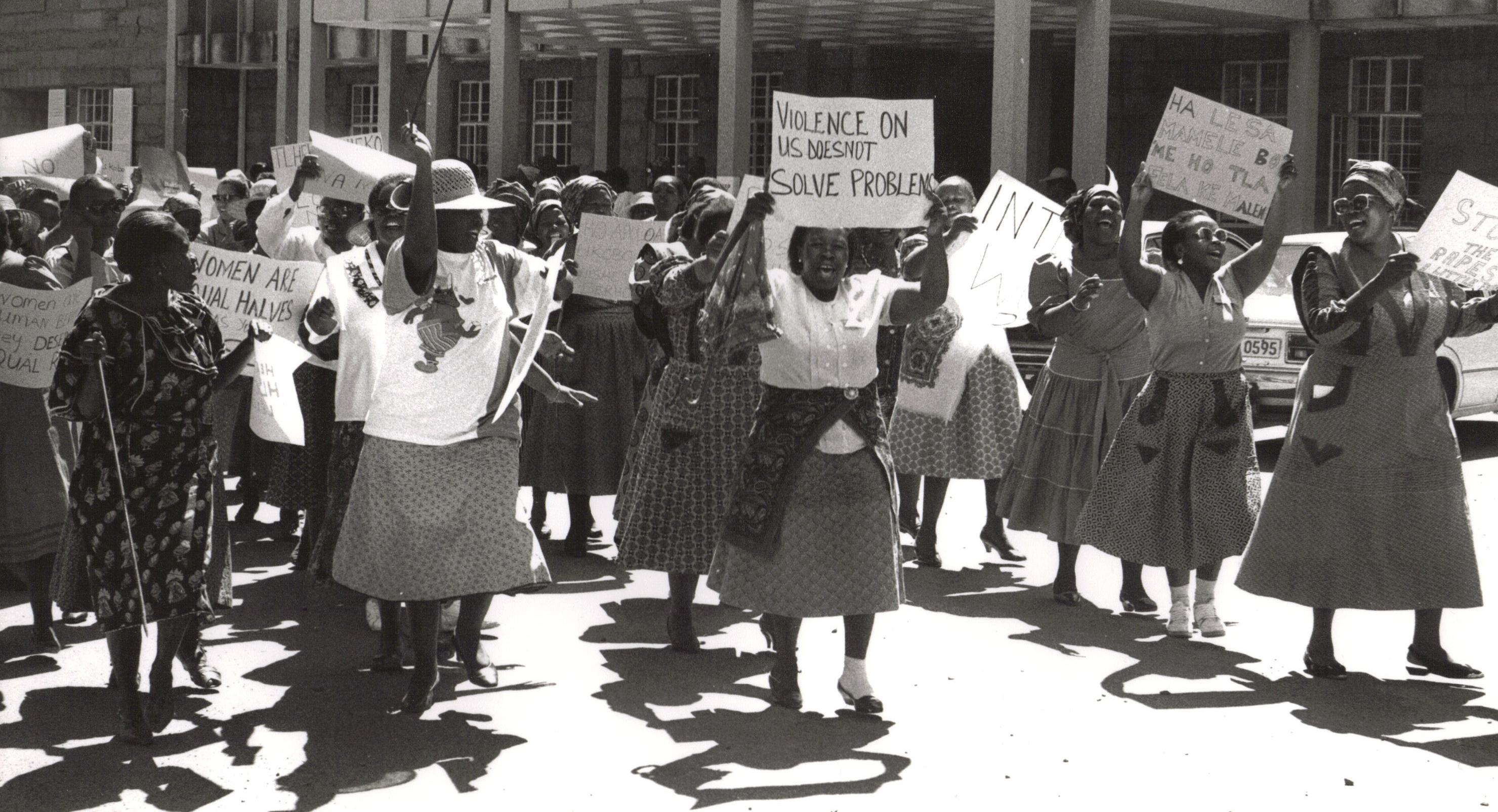
Mulheres do Lesoto protestando contra a violência contra as mulheres em um protesto do Dia Nacional da Mulher, na Universidade Nacional do Lesoto, em 4 de agosto de 2008

Em 4 de outubro de 1966, o Reino do Lesoto alcançou a independência total, governado por uma monarquia constitucional com um Parlamento bicameral composto por um Senado e uma Assembleia Nacional eleita. O rei Moshoeshoe II assumiu a chefia do reino. Os resultados das primeiras eleições pós-independência em janeiro de 1970 indicaram que o partido BNP poderia perder o controle do governo. Sob a liderança do Primeiro-Ministro Leabua Jonathan, o BNP governante recusou-se a ceder o poder ao rival partido BCP, embora se reconhecesse amplamente que o BCP havia vencido as eleições. Citando irregularidades eleitorais, o Primeiro-Ministro Leabua Jonathan anulou as eleições, declarou estado de emergência nacional, suspendeu a constituição e dissolveu o Parlamento. Em 1973, foi estabelecida uma Assembleia Nacional Interina. Com uma esmagadora maioria pró-governo do partido BNP, foi liderada pelo Primeiro-Ministro Jonathan.
A partir da década de 1970, o Lesoto dá asilo político a muitos sul-africanos contrários ao regime de segregação racial do país, o apartheid. A África do Sul praticamente fechou as fronteiras terrestres do país por causa do apoio do Lesoto às operações transfronteiriças do Congresso Nacional Africano (CNA). Além disso, a África do Sul ameaçou publicamente buscar uma ação mais direta contra o Lesoto se o governo de Jonathan não erradicasse a presença do CNA no país. Essa oposição externa ao governo combinou-se para fomentar uma oposição interna com protestos que geraram violência e desordem no Lesoto que eventualmente levaram a um golpe militar em 1986.
O general Justin Lekhanya dá um golpe em 1986, assumindo a chefia do governo. Os poderes executivos e legislativos foram transferidos para o Rei, que deveria agir sob o conselho do Conselho Militar, um grupo autonomeado de líderes das Forças de Defesa Reais do Lesoto (RLDF). Quatro anos depois, Lekhanya depõe o rei Moshoeshoe II e o substitui por seu filho, o príncipe Letsie. Lekhanya foi deposto em 1991 por um motim de oficiais juniores do exército que deixou Elias Phisoana Ramaema como presidente do Conselho Militar.
Em 1993, uma nova constituição foi implementada, deixando o rei sem qualquer autoridade executiva e proibindo-o de se envolver em assuntos políticos. Eleições multipartidárias foram então realizadas nas quais o BCP ascendeu ao poder com uma vitória esmagadora. O primeiro-ministro Ntsu Mokhehle chefiou o novo governo do BCP que havia conquistado todas as cadeiras na Assembleia Nacional de 65 membros. No início de 1994, a instabilidade política aumentou quando primeiro o exército, seguido pela polícia e serviços prisionais, se envolveram em motins. Em agosto de 1994, o rei Letsie III, em colaboração com alguns membros do exército, deu um golpe, suspendeu o Parlamento e nomeou um conselho governante. Como resultado de pressões nacionais e internacionais, no entanto, o governo constitucionalmente eleito foi restaurado em um mês. Como desfecho do ocorrido, em 1995, Letsie renuncia, levando Moshoeshoe a reassumir o trono. Com a morte do rei, em 1996, seu filho volta ao poder, como Letsie III.
Em 1995, houve incidentes isolados de agitação, incluindo uma greve policial em maio para exigir salários mais altos. Na maior parte, no entanto, não houve desafios sérios à ordem constitucional do Lesoto no período de 1995-96. Em janeiro de 1997, soldados armados reprimiram um violento motim policial e prenderam os amotinados.
Em 1997, a tensão dentro da liderança do BCP causou uma divisão na qual Ntsu Mokhehle abandonou o BCP e estabeleceu o partido Congresso do Lesoto para a Democracia (LCD) seguido por dois terços do parlamento. Essa mudança permitiu que Mokhehle permanecesse como primeiro-ministro e líder de um novo partido governante, enquanto relegava o BCP ao estatuto de oposição. Os membros restantes do BCP se recusaram a aceitar seu novo estatuto como partido de oposição e deixaram de comparecer às sessões. 
Eleições gerais realizadas em maio de 1998 deram vitória ao partido governista LCD, que obteve 78 das 80 cadeiras da Assembleia Nacional, e elegeu seu líder Pakalitha Mosisili para primeiro-ministro. A oposição alegou fraude e iniciou protestos. A escalada de manifestações, nos meses seguintes, levou, em setembro, à intervenção militar da África do Sul, que enviou 600 soldados ao país, e do Botsuana, que participou com 300 soldados. A ação militar foi requisitada por Mosisili sem conhecimento do rei Letsie III — que foi impedido pelo primeiro-ministro de falar à população —, deixando aproximadamente 110 mortos e prejuízo de US$ 10 milhões.
Após a estabilização política e militar do país, a força-tarefa liderada pela África do Sul se retirou do país em maio de 1999, deixando apenas uma pequena força-tarefa (liderada pelo Zimbábue, com algumas tropas) para fornecer treinamento à Força de Defesa do Lesoto. Enquanto isso, uma Autoridade Política Interina (IPA), encarregada de revisar a estrutura eleitoral no país, foi criada em dezembro de 1998 e elaborou um sistema eleitoral proporcional para garantir que houvesse oposição na Assembleia Nacional. O novo sistema manteve as 80 cadeiras eleitas existentes na Assembleia, mas adicionou 40 cadeiras a serem preenchidas em uma base proporcional. As eleições foram realizadas sob esse novo sistema em maio de 2002, e o LCD venceu novamente, obtendo 54% dos votos proporcionais. Pela primeira vez, no entanto, os partidos políticos da oposição ganharam um número significativo de cadeiras e, apesar de algumas irregularidades e ameaças de violência proferidas pelo Major General Lekhanya, o Lesoto experimentou sua primeira eleição pacífica. Nove partidos da oposição passaram a deter todas as 40 cadeiras proporcionais, com o BNP tendo a maior parcela (21). O LCD ganhou, ainda assim, 79 dos 80 assentos da Assembleia Nacional.

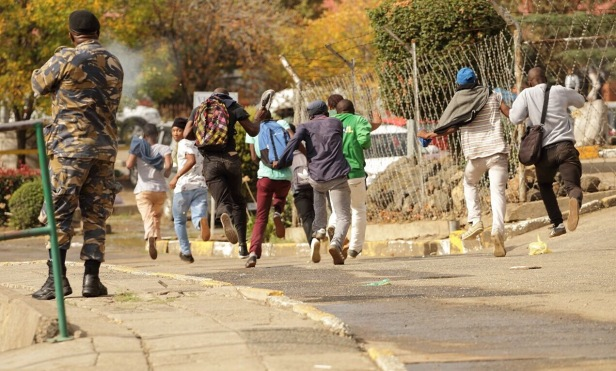
Estudantes correndo enquanto um policial atira pelas costas durante o protesto "Justiça por Kalebe", estudante morto na Universidade Nacional do Lesoto em um protesto realizado em junho de 2022

Em junho de 2014, o primeiro-ministro Tom Thabane suspendeu o parlamento por causa do conflito dentro de sua coalizão, levando a críticas de que ele estaria minando o governo. Em agosto, depois que Thabane tentou remover o tenente-general Kennedy Tlai Kamoli da chefia do exército, o primeiro-ministro fugiu do país por três dias, alegando que um golpe estava ocorrendo. Kamoli negou que qualquer golpe tivesse ocorrido.
Em 19 de maio de 2020, Tom Thabane renunciou formalmente ao cargo de primeiro-ministro do Lesoto após meses de pressão após ter sido apontado como suspeito do assassinato de sua ex-esposa. Moeketsi Majoro, economista e ex-ministro do Planejamento do Desenvolvimento, foi eleito sucessor de Thabane.
Em junho de 2022, em protestos contra políticas neoliberais e de arrocho financeiro que promoveram cortes na educação pública, estudantes do Lesoto foram mortos no campus da Universidade Nacional do Lesoto na repressão ao protesto levada a cabo pelo Serviço de Polícia Montada do Lesoto. Em 28 de outubro de 2022, Sam Matekane foi empossado como o novo primeiro-ministro do Lesoto após formar um governo de coalizão. Seu partido Revolução para a Prosperidade, formado no início do mesmo ano, venceu as eleições de 7 de outubro.